# Eccellenza Molise
Il campionato di Eccellenza Molisana (Il Comitato Regionale è stato istituito nel 1992. Prima di allora le formazioni molisane giocavano sparse nei campionati di Abruzzo e Campania) prevede la partecipazione di 16 squadre.
Chi ottiene il maggior numero di punti si aggiudica il titolo di campione Regionale e la promozione in D. Le squadre che vanno dalla seconda alla quinta posizione si affrontano nei play-off (andata e ritorno, con finale unica su campo neutro), e la vincente si aggiudica il passaggio alla fase Nazionale, che prevede degli spareggi Interregionali per un posto in Serie D.
Le squadre che vanno dalla dodicesima alla quindicesima posizione si affrontano nei play-out (andata e ritorno) per decidere la squadra che deve retrocedere in Promozione. L'ultima classificata retrocede automaticamente in Promozione.
Più volte ha accolto le squadre di Puglia e Campania (nel 2017-18 la foggiana Frentania, e le casertane Alliphae, Tre Pini Matese e Vulcania).
Per quattro volte una squadra non molisana ha vinto il torneo: il San Giorgio Collathia di Chieuti (FG) nel 2000-01, la Gioventù Dauna di Castelnuovo della Daunia (FG) nel 2015-16, il Comprensorio Vairano di Vairano Patenora (CE) nel 2019-20 e l'Aurora Alto Casertano di Capriati a Volturno (CE) nel 2020-21. Quest'ultimo club, nella sua precedente incarnazione col nome Capriatese, ha ottenuto la promozione in Serie D anche tramite la Coppa Italia Dilettanti.

## Partecipazioni
In 34 stagioni di Eccellenza Molisana hanno partecipato le 91 seguenti squadre (in grassetto le squadre che sono in organico nel 2025-2026):
- 30:  Sesto Campano
- 27:  Venafro
- 23:  Isernia[1]
- 21:  Bojano
- 20:  Guglionesi,  Olympia Agnonese
- 19:  Montenero[2]
- 18:  Petacciato,  Termoli[3]
- 15:  Campobasso 1919
- 13:  Atletico Trivento,  C.N.C. Sporting[4],  Turris Santa Croce
- 12:  Olimpia Riccia,  Roccaravindola,  Vastogirardi
- 11:  Gambatesa,  Gioventù Dauna[5]
- 10:  Frentana Larino
- 8:  Fornelli,  Matese[6],  San Martino in Pensilis
- 7:  Alife[7],  Campodipietra,  Cerrese,  Pietramontecorvino[8],  San Giorgio Collathia[8],  Sancta Juxta Palata
- 6:  Aurora Alto Casertano[6],  Aurora Ururi,  Campobasso[9],  Capriatese[6],  Castel di Sangro[10],  Cliternina
- 5:  Polesiana,  San Giacomo Basso Molise
- 4:  Comprensorio Vairano[6],  Frentania[8],  Frosolone,  Interamnia Termoli,  Mafalda,  Mirabello Gelindo,  Ripalimosani,  Roseto[8],  Santeliana,  Team Campobasso[11],  United Alife Gioiese[6],  Virtus Matesina Santangiolese[6]
- 3:  Atletico San Pietro in Valle,  Baranello,  Civitas,  Miletto,  Roccasicura,  Virtus Pozzilli
- 2:  Basso Molise,  Bonefro,  Casalnuovo Monterotaro[8],  Ciorlano[6],  Colletorto,  Macchia,  Montaquila,  Oratino,  Sant'Agapito,  Spinete,  Volturnia
- 1:  Aesernia Fraterna,  Ala Fidelis[10],  Altilia Samnium[6],  Atletico Sessano,  Biferno,  Boys Vairano[6],  Difesa Grande Termoli,  Fortore[6],  Forulum,  Futura Rionero,  FWP Matese[6],  Guardalfiera,  Lupi Molinaro Campobasso,  Maronea,  Monteverde,  Oratoriana Limosano,  Primavera Campobasso,  Real Fortore[6],  Real Liscione,  Rufrae[6],  San Giuliano di Puglia,  Scapoli,  Sepino,  Venafrana,  Virtus Bojano,  Vulcania[6]

## Albo d'oro
| Stagione  | Vincitore                 | Promosso dopo Playoff nazionali | Partecipa ai Playoff nazionali |
| --------- | ------------------------- | ------------------------------- | ------------------------------ |
| 1992-1993 | Campobasso (1)            |                                 |                                |
| 1993-1994 | Roccaravindola (1)        |                                 | Turris Santa Croce             |
| 1994-1995 | Interamnia Termoli (1)    |                                 | Bojano                         |
| 1995-1996 | Frentana Larino (1)       | San Giacomo Interamnia          |                                |
| 1996-1997 | Campobasso (2)            |                                 | Turris Santa Croce             |
| 1997-1998 | Isernia (1)               |                                 | Turris Santa Croce             |
| 1998-1999 | Bojano (1)                |                                 | Venafro                        |
| 1999-2000 | Termoli (1)               |                                 | San Giorgio Collathia          |
| 2000-2001 | San Giorgio Collathia (1) |                                 | Atletico Trivento              |
| 2001-2002 | Termoli (2)               |                                 | Montenero                      |
| 2002-2003 | Bojano (2)                |                                 | Montenero                      |
| 2003-2004 | Venafro (1)               |                                 | Montenero                      |
| 2004-2005 | Campobasso (3)            | Montenero                       |                                |
| 2005-2006 | Petacciato (1)            |                                 | Olympia Agnonese               |
| 2006-2007 | Olympia Agnonese (1)      |                                 | Termoli                        |
| 2007-2008 | Atletico Trivento (1)     |                                 | Basso Molise                   |
| 2008-2009 | Bojano (3)                |                                 | Montenero                      |
| 2009-2010 | Venafro (2)               |                                 | Isernia                        |
| 2010-2011 | Isernia (2)               |                                 | Petacciato                     |
| 2011-2012 | Termoli (3)               |                                 | Turris Santa Croce             |
| 2012-2013 | Bojano (4)                |                                 | Fornelli                       |
| 2013-2014 | Campobasso (4)            |                                 | Gioventù Dauna                 |
| 2014-2015 | Isernia (3)               |                                 | Gioventù Dauna                 |
| 2015-2016 | Gioventù Dauna (1)        |                                 | Venafro                        |
| 2016-2017 | Macchia (1)               |                                 | Vastogirardi                   |
| 2017-2018 | Isernia (4)               |                                 | Vastogirardi                   |
| 2018-2019 | Vastogirardi (1)          |                                 | Roseto                         |
| 2019-2020 | Comprensorio Vairano (1)  | Tre Pini Matese                 |                                |
| 2020-2021 | Aurora Alto Casertano (1) |                                 |                                |
| 2021-2022 | Termoli (4)               |                                 | Isernia                        |
| 2022-2023 | Campobasso (5)            |                                 | Isernia                        |
| 2023-2024 | Isernia (5)               |                                 | Aurora Alto Casertano          |
| 2024-2025 | Vastogirardi (2)          |                                 | Venafro                        |
| 2025-2026 |                           |                                 |                                |

### Sul podio
Raccolta delle squadre giunte nelle prime tre posizioni nella storia del campionato di Eccellenza molisana.